# صدف فرفره‌ای کلنکولوس اورموفوروس
صدف فرفره‌ای کلنکولوس اورموفوروس (نام علمی: Clanculus ormophorus) گونه‌ای شکم‌پا است. این صدف دریایی اندازه‌ای نسبتاً" متوسط دارد.